# 코소보 U-21 축구 국가대표팀
코소보 U-21 축구 국가대표팀(알바니아어: Kombëtarja e futbollit të Kosovës nën 21 vjeç)은 코소보를 대표하는 21세 이하의 축구 국가대표팀으로, 코소보의 축구 관리 기관인 코소보 축구 연맹의 관리를 받는다. 2017년 3월 25일, 아일랜드와의 원정 경기를 통해 UEFA U-21 축구 선수권 대회 예선에 데뷔했다.